# Monts Mugita
Les monts Mugita sont une chaîne de montagnes de la République démocratique du Congo située au nord du lac Moero et des monts Marungu, au sud de Kalemie et à l'est du Tanganyika, dans l'Est du district de Tanganyika.